# Mary Jane O’Donovan Rossa

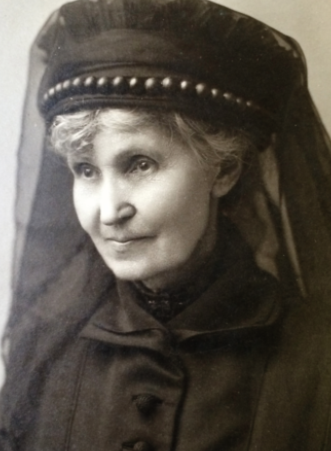
Mary Jane O’Donovan Rossa (1915)

Mary Jane O’Donovan Rossa (* 27. Januar 1845 als Mary Jane Irwin in Clonakilty, County Cork; † 18. August 1916 in New York) war eine irische Lyrikerin und politische Aktivistin.

## Kindheit und Familie
O’Donovan Rossa war Tochter des Kaufmannes Maxwell Irwin. Sie besuchte das Internat Sacred Heart Convent in Roscrea und wurde Mitglied der revolutionär-nationalistischen Bewegung Junges Irland. Bereits als Kind begann sie, Gedichte zu schreiben. Am 22. August 1864 heiratete sie den politischen Agitator Jeremiah O’Donovan Rossa. Ihr Ehemann vermittelte ihre Brüder in die Irische Republikanische Bruderschaft (IRB). Der Ehe entstammten insgesamt 13 Kinder, die allerdings nicht alle das Erwachsenenalter erreichten.

## Aktivitäten für die Fenian Brotherhood
Für die Zeitung der Fenischen Bruderschaft The Irish People verfasste O’Donovan unter den Pseudonymen „Cliodhna“ and „M.J.I.“. Gedichte. 1865 wurde die Zeitung verboten, und ihr Mann wurde verhaftet. Sie wurde Sekretärin des „Damenkomitees“, das die Aufgabe hatte, Geld für die Familien inhaftierter Fenier zu sammeln, und das später Geld für fast 3.000 hilfsbedürftige Familien aufbrachte. O’Donovan trat im März 1867 aus dem Ausschuss zurück, da die Polizei vermutete, dass sie das Geld zur Finanzierung des IRB verwendete. Sie schrieb an William Ewart Gladstone um sich für die Freilassung ihres Mannes einzusetzen, erhielt jedoch keine Antwort.

## Leben in den USA
Dem Rat ihres Mannes folgend, emigrierte O’Donovan nach New York. Ihr Fahrgeld wurde von dem Journalisten Richard Pigott aufgebracht. Sie verdiente ihren Lebensunterhalt durch öffentliches Reden, Schreiben und Sprechunterricht. Ihr einziger Gedichtband Irish lyrical poems wurde 1868 in New York veröffentlicht. Ihr Mann wurde im Januar 1871 aus dem Gefängnis entlassen und kam zu ihr nach New York, wo sie die nächsten 20 Jahre in der Hancock Street 1009 in Brooklyn lebten. Nach dem Tod ihres Sohnes Maxwell 1893 zog die Familie nach Staten Island.

## Weiteres Leben
Mary Jane O’Donovan war eine Befürworterin des Frauenwahlrechts und der irisch-republikanischen US-Organisation Clan na Gael. Sie glaubte aber auch, dass Frauenorganisationen wie die paramilitärische Cumann na mBan eine untergeordnete Rolle gegenüber ihren männlichen Kollegen in der Politik einnehmen sollten.
Das Ehepaar verließ Amerika im November 1905, weil Jeremiah eine Position im Bezirksrat von Cork einnehmen wollte. Aufgrund ihres schlechten Gesundheitszustandes kehrte O’Donovan jedoch im Februar 1906 nach Amerika zurück, wobei ihr Ehemann sein Amt aufgab, um ihr zu folgen. Von 1910 bis zu seinem Tod wurde ihr Mann wegen seines schlechten Gesundheitszustandes im Krankenhaus behandelt. Mary Jane O’Donovan begleitete seine sterblichen Überreste im August 1915 zurück nach Irland.
Nach ihrer Rückkehr nach Irland veröffentlichte O’Donovan eine Reihe von Artikeln in der Presse und mehrere Gedichte. Zurück in Amerika berichtete sie für die Zeitung Gaelic American über die Ereignisse in Irland. In memory of Pádraig Pearse wurde ihr letztes Gedicht, das sie wenige Tage vor ihrem eigenen Tod schrieb. O’Donovan starb am 18. August 1916 in New York.